# ۸۴۶ (خورشیدی)
۸۴۶ هشتصد و چهل و ششمین سال هجری خورشیدی است.